# Hal Finney
Harold Thomas Finney II (Coalinga, 4 de mayo de 1956-Phoenix, 28 de agosto de 2014) fue un desarrollador en PGP Corporation, y fue el segundo desarrollador contratado después de Phil Zimmermann. Al comienzo de su carrera, fue acreditado como jefe de desarrollo en varios juegos de consola (Adventures of Tron, Armor Ambush, Astroblast, Space Attack).

## Primeros años y carrera
En 1979 Finney obtuvo el grado de ingeniería en el instituto CalTech.

## Carrera
Después de graduarse en Caltech, comenzó a trabajar en el campo de los juegos de computadora para una compañía que desarrolló videojuegos como Astroblast y Space Attack. Más tarde trabajó para PGP Corporation hasta su retiro en 2011.
Finney fue un notable activista de la criptografía. Al comienzo de los años noventa, además de ser un participante regular en los "listserv" cypherpunks, Finney manejó dos remailers anónimos.
Su activismo criptográfico incluyó la creación de un concurso para romper la encriptación export-grade utilizada por Netscape.
En 2004, Finney creó el primer Sistema RPOW anterior a Bitcoin.
En enero de 2009, Finney se convirtió en el primer receptor de una transacción en la red Bitcoin, siendo este uno de los motivos por el que se relaciona directamente a Finney con el misterioso creador de Bitcoin, Satoshi Nakamoto.
En octubre de 2009, Finney anunció por medio de un ensayo en el blog Less Wrong, que en agosto de 2009 le habían diagnosticado esclerosis lateral amiotrófica y escribió: "Espero poder leer, navegar por la red e incluso participar en conversaciones por correo electrónico y mensajería (...) Es posible que aún pueda escribir código, y mi sueño es contribuir a proyectos de software de código abierto, incluso desde dentro de un cuerpo inmóvil. Esa será una vida que valdrá mucho la pena vivir."
Anteriormente a su enfermedad, Finney había sido un corredor activo.
Finney y su esposa, Fran Finney, juntaron dinero para la investigación de ELA con la Maratón Internacional de Santa Bárbara.
En marzo de 2013, Finney escribió por última vez en el que entonces era el mayor foro público sobre Bitcoin, que se encontraba básicamente paralizado, pero continuaba programando. Estaba trabajando en un software experimental llamado bcflick, que utiliza computación confiable para reforzar los monederos de Bitcoin. Meses después falleció debido a las complicaciones derivadas de su enfermedad.

## Fallecimiento
Hal Finney murió en Phoenix, el 28 de agosto de 2014 y fue criopreservado por la Alcor Life Extension Foundation con esperanza de que en un futuro la tecnología permita restaurar su cuerpo y devolverle la vida.